# FTPクライアント
FTPクライアントとは、FTPを使用してファイルの送受信を行うクライアントソフトウェアのことである。FTPサーバに接続してファイルをアップロード・ダウンロードすることができる。
主な用途としては、ウェブページ用に作成したコンテンツを公開するためにウェブサーバにアップロードする （ウェブサーバとなっているコンピュータがFTPサーバを兼備している場合）、ソフトウェアをダウンロードする、などが挙げられる。また、近年ではNAS（LAN接続可能なハードディスク）にFTPサーバ機能がある製品も登場し、外出先や、自宅から職場のデータの取り出しや保存する使い方もできる製品が販売されている。この場合もFTPクライアントが必要である。
FTPクライアントには、フリーウェアやシェアウェアとして提供されているソフトウェアや、ウェブブラウザがFTPクライアント機能を持っているものがある。

## FTPクライアントソフトウェア一覧

### 単体ソフトウェア
以下、アルファベット順。
- Core FTP - 無料版と有料版がある。FTPS (FTP over SSL/TLS) では署名を検証する。
- cURL - コマンド行でフィルターのように使える自由ソフトウェア。FTPSでは署名を検証する。
- Cute FTP - プロプライエタリだが、30日の試用期間がある。
- Cyberduck - macOS対応の自由ソフトウェア。FTPSでは署名を検証する。
- EmFTP - シェアウェアで30日の試用期間がある。エクスプローラと同様の操作が特徴。同期転送や並列転送による高速転送を実現。上位のProfessional版ではSFTP (SSH File Transfer Protocol) に対応し、スマート接続バーも備える。
- Fetch - macOS対応。プロプライエタリだが、30日の試用期間がある。FTPSでは署名を検証する。
- FFFTP - 自由ソフトウェア。FTPSでは署名を検証する。SFTP方式に対応していないので、転送できないサーバーがある。
- FileZilla - SFTP、 SCP  (Secure copy) 転送に対応した自由ソフトウェア。並列転送により高速な転送が実現されており、世界的にシェアが高い。
- FTP Rush - フリーウェア。元々はシェアウェアであった。設定により日本語化が可能。FTP / FXP / SFTP / TFTPに対応している。
- FTP Voyager - プロプライエタリだが、30日の試用期間がある。FTPSでは、署名を検証し、有効期間も失効前であることも確認する。クライアント証明書も使える。
- FTP Wanderer - 自由ソフトウェア。エクスプローラと同様の操作性が特徴。
- gFTP - Linuxなどで使用できる自由ソフトウェア。FTPSでは署名を検証する。
- LeechFTP
- lftp - 自由ソフトウェア。文字端末で快適に操作できる。
- NcFTP - 自由ソフトウェア。
- NextFTP4 - FTPS接続も可能だが、証明書の署名を検証しないので、成りすましに注意。シェアウェアだが、3ヶ月の試用期間がある。
- SmartFTP - エクスプローラコンポーネントを使用したFTPクライアント。FTPS接続も可能（証明書の署名を検証しない版があったので、その版は成りすましの可能性あり）。一時期、試用期間のなかった版もあった。
- Transmit - macOS用のFTPクライアント。シェアウェア。
- WebDrive - シェアウェア。FTPサーバをドライブからアクセス可能にする機能を有する。SFTPやFTPS、WebDAVにも対応している。現在はバージョン11。Amazon S3やGoogle Drive、Dropboxをドライブ化することが可能になっている。20日の試用期間がある。Windows版とMac版が提供されている。
- WinSCP - FTPだけでなく、SFTPやSCP接続も可能。FTP接続のオプションとしてFTPSも使用可能で、証明書の署名を検証することも可能。
- Xftp

### FTPクライアント機能付きのウェブブラウザ
- Konqueror
- Microsoft Internet Explorer
- Mozilla Firefox
- Opera
- SeaMonkey

### FTPクライアント機能を追加できるソフトウェア
- Eclipse (統合開発環境) - FTP & WebDAVSupportというプラグインにより導入できる。
- Mozilla Firefox - 上述の通りFirefox本体にも簡易的なFTPクライアント機能があるが、FireFTPというアドオンを導入することで高機能なFTPクライアントとして使用できる。
- Explzh - 圧縮解凍ソフト。 FTP クライアントアドオンモジュールを組み込むことでFTPクライアントとしての機能を追加することができる。